# Entrometidos
Entrometidos (también conocido como Entrometidos en la tarde) es un programa de televisión argentino emitido por Net TV de lunes a viernes a las 14:30 (UTC -3) con la conducción de Carlos Monti desde su inicio y hasta enero de 2025. 
A partir de marzo de 2025, el programa es conducido por Tomás Dente.

## Sinopsis
El programa presenta todas las noticias del mundo del espectáculo argentino: primicias, chimentos, escándalos y debates.

## Temporadas
| Temporada | Año  | Rating |
| --------- | ---- | ------ |
| 1         | 2022 |        |
| 2         | 2023 |        |
| 3         | 2024 | 0.4    |
| 4         | 2025 |        |

## Equipo

### Conducción
- Carlos Monti (2022–2025)
- Tomás Dente (2025–presente)

### Conductores de reemplazo
- Sebastián Basalo (2023)
- Lucas Bertero (2023)
- Débora D'Amato (2024–2025)
- Andrea Bisso (2025)

### Panelistas
- Guillermo Pardini (2022–2025)
- Melina Vinci (2022–2025)
- Sebastián Basalo (2022–2024)
- Andrea Bisso (2022–2023, 2025–presente)
- Silvana García (2022)
- Eugenia Schlatter (2023–2024)
- Marcia "Pochi" Frisciotti (2023)
- Lucas Bertero (2023)
- Débora D'Amato (2024–2025)
- Agustín Rey (2024–2025)
- Ana Laura Román (2025–presente)
- Diego Suárez (2025–presente)
- Facundo Ventura (2025–presente)